# All Gone Dead
All Gone Dead fue un grupo de Death Rock y Rock gótico formado en 2003. Fue distribuido por Strobelight Records y en la actualidad se encuentra disuelto luego de su separación definitiva en 2008.

## Biografía

### Formación del grupo y partida de Mark Abre
La idea original fue de Stich, quien decidió unirse a Mark Abre en 2003 (2004 según otras fuentes) para formar un dúo, después de que Stich dejara Tragic Black. Después, Stich convenció a su novia Darlin' Grave (con la que después se casaría) para que tocase el bajo en la banda. Y, finalmente, Mike Mihaid se les unió también. Sin embargo, poco después crecerían tensiones entre Mark Abre y el resto de la banda por las diferentes ideas musicales de éste, y le pedirían que abandonase.

### Primeros pasos y Conceiving the Subversion
Debido a la popularidad y conexiones de Darlin' y Stich con la escena gótica de Reino Unido, Estados Unidos y Europa, el grupo ganaría popularidad y empezaría a ser conocido dentro de varias subculturas.
Lanzaron una demo de 3 pistas en 2004, "Conceiving the Subversion" que les daría el premio a la mejor banda gótica sin firmar con una discográfica en la revista alemana Gothic Magazine.

### Partida de Mike Mihaid y Fallen & Forgotten
En 2005 hicieron el primer tour por Reino Unido, y Mike Mihaid decidiría que le interesaba dejar el grupo.
Pese a esto, entre Barb y Stich consiguieron grabar y editar el primer y hasta ahora único álbum de la banda, "Fallen & Forgotten" en 2006, y ficharon por Strobelight Records. Comenzarían una gira europea con Steve Pollytrama como nuevo miembro.
A mediados de 2006, All Gone Dead daría una gran actuación en el festival gótico de Berlín, Wave-Gotik-Treffen.

### Partida de Steve Pollytrama y disolución
En 2007, Pollytrama dejaría el grupo y Darlin' y Stich (que han sido desde el principio el núcleo estable de la banda) comenzarían a grabar el segundo álbum, "Esquisite & Unsuited".
En algún momento de 2008 la banda anunciaría en su sitio en MySpace la disolución total del grupo.

## Discografía y demos

### Demo: Conceiving the subversion (2004)
1. Sunday went mute
2. Orchids in ruin
3. Just 80 miles west

### Fallen & Forgotten (2006)
1. Generating
2. The holy city of Karbala
3. Newspeak (Room 101)
4. Just 80 miles west
5. Skritch 'n' Skrill
6. Vivid still beating
7. Operating
8. Orchids in ruin
9. Cedrik Krane
10. Within but not before
11. Sunday went mute
12. The aftertaste
13. Descending